# NGC 3237
NGC 3237 est une vaste galaxie lenticulaire située dans la constellation de la Grande Ourse. NGC 3237 a été découverte par l'astronome germano-britannique William Herschel en 1787.

## Caractéristiques
Sa vitesse par rapport au fond diffus cosmologique est de 7 272 ± 18 km/s, ce qui correspond à une distance de Hubble de 107,3 ± 7,5 Mpc (∼350 millions d'al).
Selon la base de données Simbad, NGC 3237 est une galaxie LINER, c'est-à-dire une galaxie dont le noyau présente un spectre d'émission caractérisé par de larges raies d'atomes faiblement ionisés.